# Los Lagos (Alginet)
Los Lagos es una urbanización residencial situada en el municipio de Alginet, situada a 20 km de la ciudad de Valencia. Consta de más de 750 viviendas y una población superior a las 2.500 personas
Otras urbanizaciones que lindan con Los Lagos son San Patricio, o Villavista.    

## Polémica
Para hallar las primeras noticias de actuación urbanística en los Lagos hay que remontarse al año 1972, cuando se aprobó un Plan Parcial que, en aquel momento, afectaba a los municipios de Alginet, Alfarp y Carlet. Así, fue el propio Ayuntamiento de Alginet quien lo preparó y es el responsable de su ejecución. Tuvieron que pasar 16 años hasta que, en mayo de 1988, y debido a un incumplimiento de la promotora, el ayuntamiento tuvo que hacerse cargo de las obras, pero éstas nunca se han ejecutado. 
En 1996, el consistorio aprobó un proyecto que, tras ser recurrido por la promotora, fue recurrido por la sala del Tribunal Superior de Justicia y el 24 de mayo de 2007 por una sentencia del Tribunal Supremo. También en el año 2007, el Gobierno aprobó un proyecto diferente en el que el alcantarillado se planteaba mediante la instalación de bombas (974 pozos y un buen número de bombas en terreno montañoso), cuando el plan de 1996 confiaba a la gravedad el proceso de alcantarillado.